# Kožokvět lojonosný
Kožokvět lojonosný (Triadica sebifera, syn. Sapium sebiferum) je malý strom z čeledi pryšcovité (Euphorbiaceae). Pochází z východní Asie.

## Popis
Triadica sebifera dorůstá do výšky 15 m. Je jednodomý. Listy jsou střídavé. Plodenství může být až 28 cm dlouhé a obsahuje 3 černá semena. Roste pouze ve výšce 100 m n. m. Jeden strom může za rok vyprodukovat až 100 000 semen. Květy jsou zelenožluté až bílé. Kvete od dubna do června. Dozrává od září do října.

## Původ a rozšíření
Původně tento strom rostl jen poblíž čínské řeky Chuang-che. Později byl rozšířen do Jižní Asie, na Tchaj-wan a do Vietnamu. Poté byl zavlečen do Japonska, Indie, do východní části Austrálie a také do amerických států Georgie, Jižní Karolína, Louisiana a Texas.

### Invazivní druh
Na jihu USA je tento druh považován za invazivní. Za dovlečení tohoto druhu se většinou viní státník a přírodovědec Benjamin Franklin, který poslal koncem 18. století z Londýna do Georgie balíček semen tohoto stromu. Druh ho zaujal hlavně velkou produkcí semen a jejich následovným využitím. Genetické zkoumání tohoto druhu však ukázalo, že stromy ze semen, které zaslal, rostou jen na několika čtverečních kilometrech. Většina ostatních stromů pochází ze semen z roku 1905 od federálních biologů.
Je zařazen také na seznam invazních druhů se zvláštním dopadem na Evropskou unii.

## Využití
Ze semen tohoto stromu se po vylisování získá lůj, který lze využít např. k výrobě svíček nebo mýdla. V Číně se pro komerční využití pěstuje již více než 1500 let. Kořeny se v tradiční čínské medicíně používají k léčbě hadího uštknutí. V Asii se začal hojně pěstovat kvůli výrobě bionafty.

## Synonyma
- Carumbium sebiferum (L.) Kurz
- Croton macrocarpus Rchb. ex Müll.Arg.
- Croton sebiferum L.
- Excoecaria sebifera (L.) Müll.Arg.
- Sapium chihsinianum S.K.Lee
- Sapium pleiocarpum Y.C.Tseng
- Sapium sebiferum (L.) Roxb.[6]

## Galerie

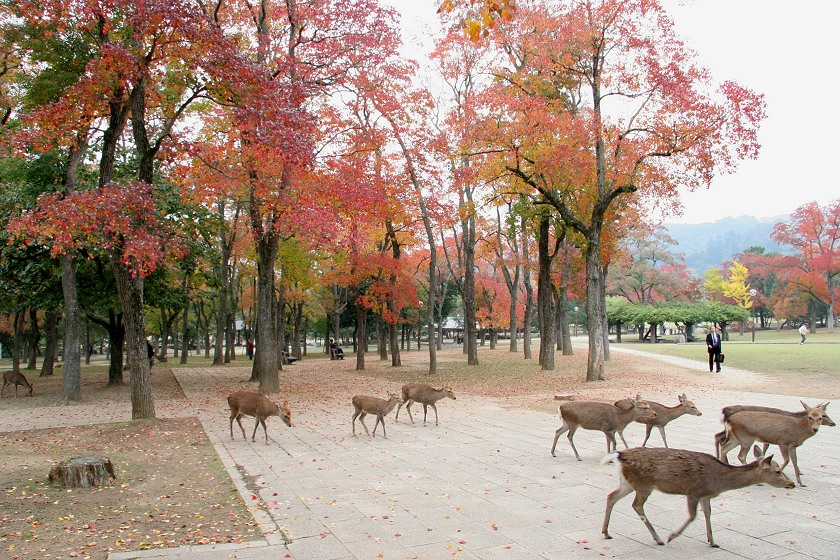
Triadica sebifera na podzim v Japonsku
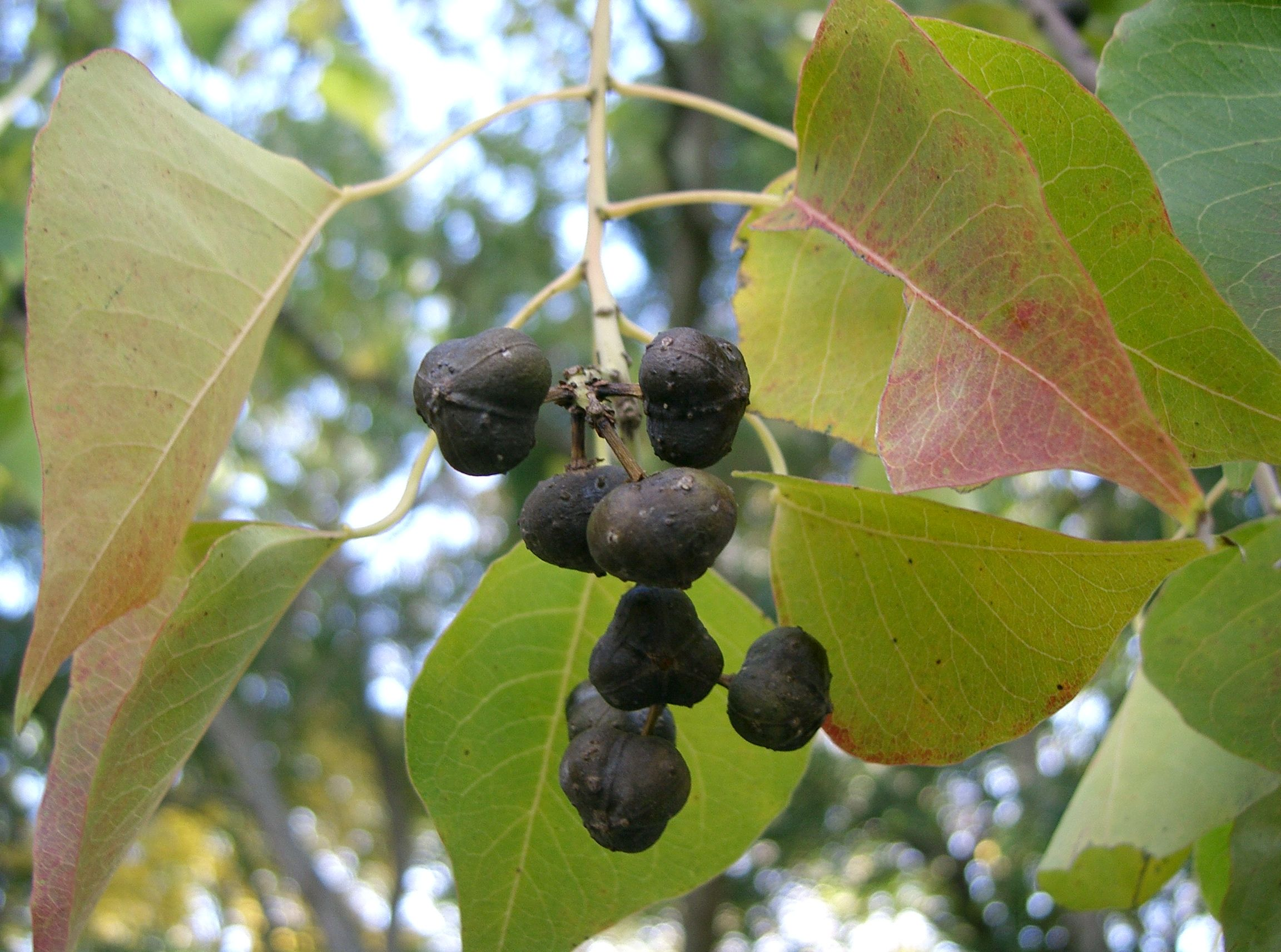
Plody
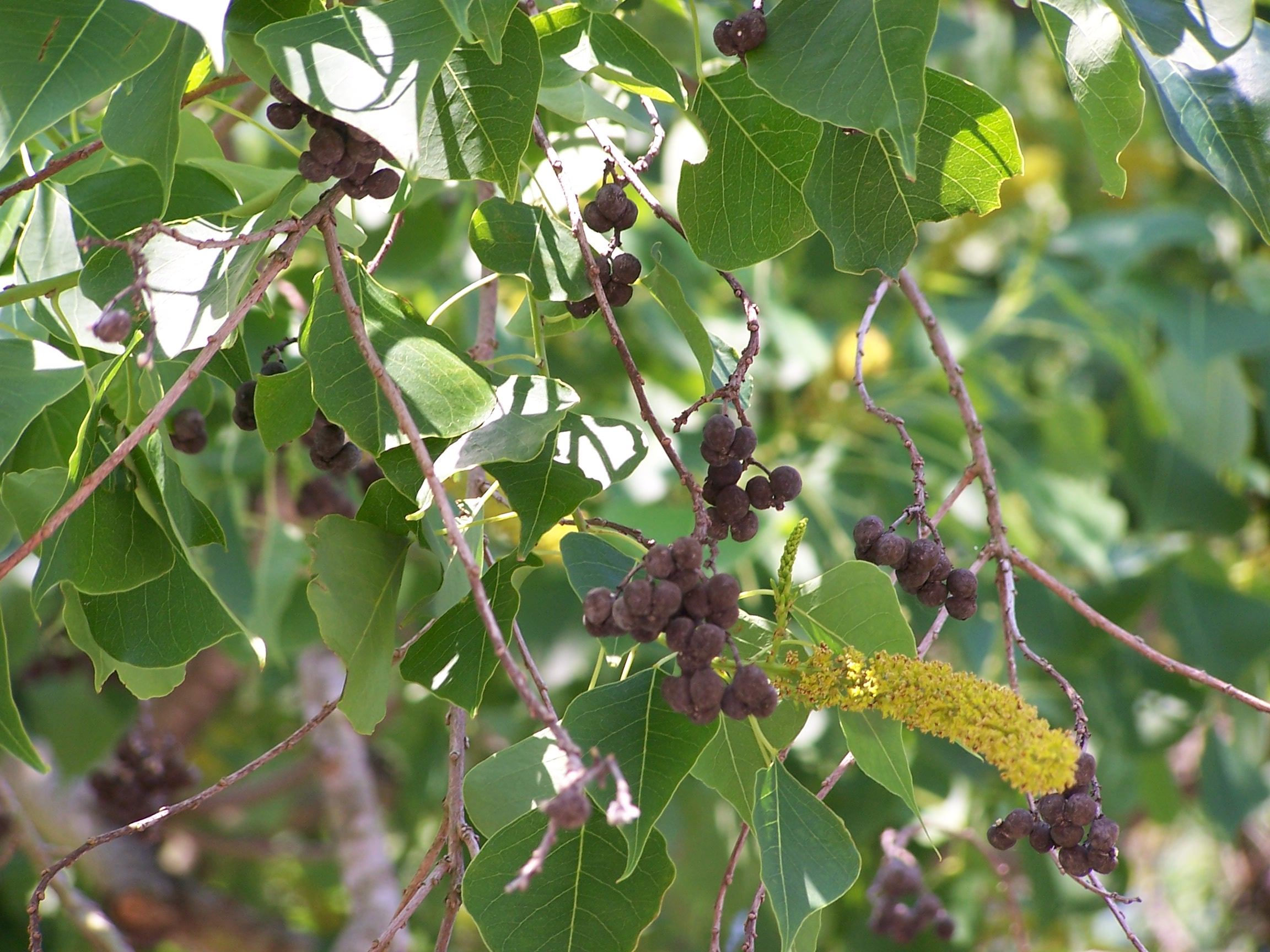
Větévky s plody
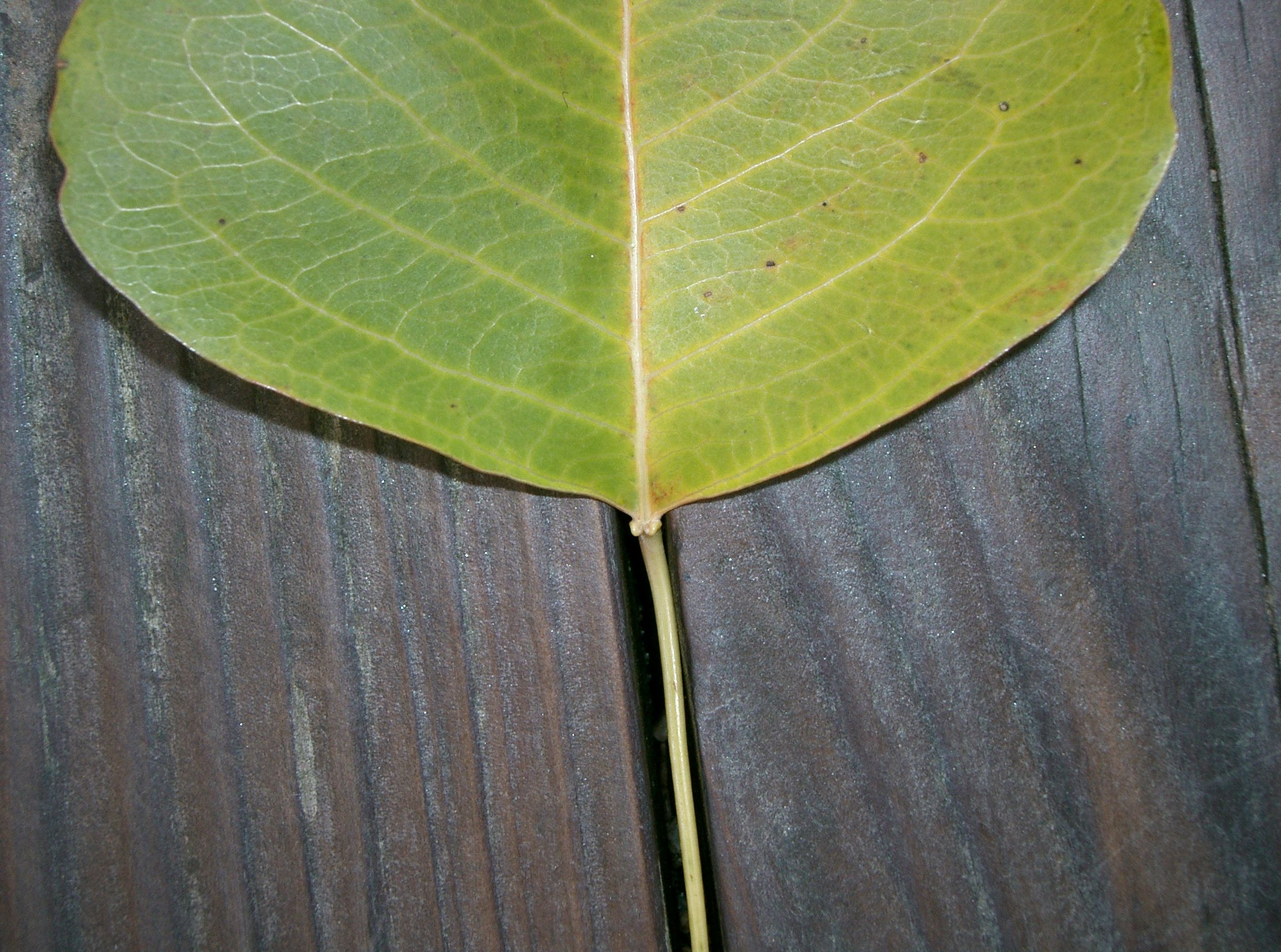
Detail listu